# Zasępiec
Zasępiec – wieś w Polsce położona w województwie małopolskim, w powiecie olkuskim, w gminie Wolbrom.
| SIMC    | Nazwa     | Rodzaj    |
| ------- | --------- | --------- |
| 0224952 | Szwajcary | część wsi |
| 0224969 | Wygon     | część wsi |
| 0224975 | Wysiołek  | część wsi |

W latach 1975–1998 miejscowość administracyjnie należała do województwa katowickiego.